# Ronald Grabe
Ronald John Grabe (New York, 13 giugno 1945) è un ex astronauta e aviatore statunitense. Ha partecipato a quattro missioni spaziali Shuttle STS-51-J, STS-30, STS-42 e STS-57, due come pilota e due come comandante.